# كتيب الوصفات (الصيدلة)
كتيب الوصفات عبارة عن قائمة من الأدوية الصيدلانية، غالباً ما يتم تحديدها من قبل مجموعة من الأشخاص، لأسباب مختلفة مثل التغطية التأمينية أو الاستخدام في منشأة طبية. تقليدياً، كان كتيب الوصفات يحتوي على مجموعة من الصيغ لتركيب الأدوية واختبارها (مصدر أقرب إلى ما يمكن أن يشار إليه باسم دستور الأدوية ). اليوم، تتمثل الوظيفة الرئيسية لدليل الوصفات الطبية في تحديد أدوية معينة تمت الموافقة على وصفها في مستشفى معين، أو في نظام صحي معين، أو بموجب بوليصة تأمين صحي معينة. يعتمد تطوير كتيبات الوصفات الطبية على تقييمات فعالية الأدوية وسلامتها وفعاليتها من حيث التكلفة.
إعتماداً على كتيب الوصفات الفردي، قد يحتوي أيضًا على معلومات سريرية إضافية، مثل الآثار الجانبية وموانع الاستعمال والجرعات.
وبحلول مطلع الألفية، كان لدى 156 دولة قوائم وطنية أو إقليمية للأدوية الأساسية وكان لدى 135 دولة علاجًا وطنياً.

## أستراليا
في أستراليا، حيث يوجد نظام رعاية صحية عام، يتم دعم الأدوية بموجب برنامج المزايا الصيدلانية (PBS) ويمكن العثور على الأدوية المتاحة بموجب برنامج PBS والمؤشرات التي يمكن الحصول عليها بموجب المخطط المذكور في موقعين على الأقل الأماكن، وصفحة ويب PBS

## كندا
قائمة الأدوية التي تستلزم وصفة طبية هي كتيب الوصفات الوطني الذي يسرد جميع المكونات الطبية المخصصة للاستخدام البشري والحيواني والمتوفرة بوصفة طبية باستثناء تلك المنصوص عليها في قانون الأدوية والمواد الخاضعة للرقابة. الوكالة الكندية للأدوية والتقنيات الصحية
(CADTH) هي الهيئة الاستشارية التي تقوم بتقييم التقنيات الطبية الجديدة والأدوية الموصوفة. بناءً على التوصيات، تقرر حكومات المقاطعات والأقاليم ما إذا كانت ستنفذ تغييرات على نظام الرعاية الصحية وقوائم الأدوية العامة أم لا. توفر حكومة المقاطعة والأقاليم تغطية جزئية للأدوية الموصوفة طبيًا، ويكون الدفع الإجمالي للأدوية عبارة عن مزيج من الضرائب العامة والتأمين الخاص والنفقات النثرية. تختلف التغطية التأمينية على المستوى الإقليمي، على الرغم من أن كل خطة عامة لتغطية الأدوية يجب أن تستوفي المعايير التي وضعتها الحكومة الفيدرالية. تتولى السلطات الصحية الإقليمية مسؤولية تنظيم وتوفير التأمين للمقيمين بينما توفر الحكومة الفيدرالية التأمين للمحاربين القدامى المؤهلين على وجه التحديد، والأمم الأولى، والإنويت، والقوات الكندية، والسجناء الفيدراليين وبعض اللاجئين. 

## الولايات المتحدة
في الولايات المتحدة، حيث يوجد نظام رعاية صحية شبه خاص، كتيب الوصفات عبارة عن قائمة من الأدوية الموصوفة المتاحة للمسجلين، ويقدم كتيب الوصفات المتدرج حوافز مالية للمرضى لاختيار أدوية أقل تكلفة. على سبيل المثال، ضمن كتيب الوصفات المكون من 3 مستويات، يتضمن المستوى الأول عادةً الأدوية الجنيسة ذات المشاركة الأقل في التكلفة (على سبيل المثال، 10% تأمين مشترك)، ويتضمن المستوى الثاني الأدوية ذات الأسماء التجارية المفضلة مع مشاركة أعلى في التكلفة (على سبيل المثال، 25%) و الثالث يشمل الأدوية ذات العلامات التجارية غير المفضلة ذات أعلى تقاسم للتكاليف (على سبيل المثال، 40%).
عند استخدامها بشكل مناسب، يمكن أن تساعد كتيبات الوصفات في إدارة تكاليف الأدوية المفروضة على بوليصة التأمين. ومع ذلك، بالنسبة للأدوية غير المدرجة في كتيب الوصفات، يجب على المرضى دفع نسبة أكبر من تكلفة الدواء، وأحيانًا 100%. تختلف كتيبات الوصفات بين خطط الأدوية وتختلف في اتساع نطاق الأدوية المغطاة وتكاليف الدفع المشترك والأقساط. تغطي معظم كتيبات الوصفات دواءً واحداً على الأقل في كل فئة من فئات الأدوية، وتشجع على الاستبدال العام (المعروف أيضاً باسم قائمة الأدوية المفضلة). أظهرت كتيبات الوصفات أنها تسبب مشكلات في المستشفيات عندما يتم إخراج المرضى من المستشفى عندما لا يتوافقون مع خطط التأمين على الأدوية للمرضى الخارجيين.

## المملكة المتحدة
في المملكة المتحدة، توفر خدمة الصحة الوطنية (NHS) رعاية صحية شاملة ممولة من القطاع العام، بتمويل من التأمين الصحي الوطني. توجد هنا كتيبات الوصفات لتحديد الأدوية المتوفرة في هيئة الخدمات الصحية الوطنية. المصدران المرجعيان الرئيسيان اللذان يوفران هذه المعلومات هما كتيب الوصفات الوطني البريطاني (BNF) وتعريفة الأدوية. هناك قسم في تعرفة الأدوية، يُعرف بشكل غير رسمي باسم "القائمة السوداء"، يشرح بالتفصيل الأدوية التي لا يجب وصفها بموجب هيئة الخدمات الصحية الوطنية ويجب أن يدفع المريض ثمنها بشكل خاص. يتم تقديم التوصيات الخاصة بالإضافات إلى كتيب الوصفات الخاص بهيئة الخدمات الصحية الوطنية (NHS) من قبل المعهد الوطني للتميز في الصحة والرعاية.
بالإضافة إلى ذلك، تقوم صناديق مستشفيات NHS المحلية ومجموعات التكليف السريري للرعاية الأولية (الممارسين العامين) بإنتاج قوائم خاصة بهم من الأدوية التي تعتبر مفضلة للوصف داخل منطقتهم أو مؤسستهم؛ عادةً ما تكون هذه القوائم مجموعة فرعية من قوائم BNF الأكثر شمولاً. هذه الكتيبات ليست ملزمة بشكل مطلق، ويجوز للأطباء وصف دواء غير كتيبات إذا رأوا أنه ضروري ومبرر. في كثير من الأحيان، تتم مشاركة هذه الوصفات المحلية بين منظمة الرعاية الأولية (PCO) والمستشفيات الواقعة ضمن نطاق اختصاص منظمة الرعاية الأولية (PCO)، من أجل تسهيل إجراء نقل المريض من الرعاية الأولية إلى الرعاية الثانوية، وبالتالي التسبب في عدد أقل من مشكلات "التواصل" في العملية.
وكما هي الحال في الولايات المتحدة، تشجع هيئة الخدمات الصحية الوطنية بنشاط وصف الأدوية التي لا تحمل علامات تجارية، من أجل توفير المزيد من الميزانية المخصصة لها من قبل وزارة الصحة.

## وصفات وطنية
يحتوي كتيب الوصفات الوطني على قائمة بالأدوية المعتمدة للوصفات الطبية في جميع أنحاء البلاد، مع الإشارة إلى المنتجات القابلة للتبديل. ويتضمن معلومات أساسية عن تكوين الأدوية ووصفها واختيارها ووصفها وصرفها وإدارتها. وقد تم تحديد تلك الأدوية التي تعتبر أقل ملاءمة للوصفات الطبية بشكل واضح.
أمثلة على الصيغ الوطنية هي:
- كتيب الوصفات الصيدلانية الأسترالي (APF)
- Österreichisches Arzneibuch (ÖAB)، كتيب الوصفات الوطني النمساوي[11]
- كتيب الوصفات الوطني البريطاني (BNF) وكتيب الوصفات الوطني البريطاني للأطفال (BNFC)
- Farmacotherapeutisch Kompas (FK)، كتيب الوصفات الوطني الهولندي
- Formularium Nasional (Fornas)، كتيب الوصفات الوطني الإندونيسي[12]
- هرفاتسكا فارماكوبيجا، كتيب الوصفات الوطني الكرواتي[13]
- قائمة أسعار أدوية التأمين الصحي الوطني في اليابان
- الجدول الصيدلاني ، كتيب الوصفات الوطني الممول من القطاع العام في نيوزيلندا[14]
- كتيب الوصفات الوطني للولايات المتحدة ، تم شراؤه لاحقًا ودمجه مع دستور الأدوية الأمريكي (USP-NF)
- Farmaceutiska Specialiteter i Sverige (FASS)، كتيب الوصفات الوطني السويدي . استخدام قاعدة البيانات مجاني ولا تحتوي على نصوص ترويجية أو إعلانات.[15] تم تطوير FASS من قبل الجمعية السويدية لصناعة الأدوية (LIF) بالتعاون الوثيق مع صناعة الأدوية السويدية، بمساعدة إضافية من وكالة المنتجات الطبية ، ومجلس المزايا الصيدلانية ، والمؤسسة الوطنية للصيدليات.[15] المعلومات المتعلقة بالتفاعلات مستمدة من التطوير المشترك بين قسم العلوم البيولوجية الصيدلانية في جامعة أوبسالا والرابطة السويدية للصناعة الدوائية (LIF)[15]